# Индъстриъл
Индъстриъл (на английски: Industrial) е понятие, обобщаващо разни видове експериментално-електронна музика.
Жанрът произлиза най-вече от т.нар. „Конкретна музика“, при която музиката не се гради от инструменти, а от естествени природни шумове или звуци на различни машини. Самият термин „индъстриъл“ показва, че този стил създава ново поколение от хора, в контраст с музикалните течения преди това (наречени „земеделски“ (на английски: Agricultural).